# David A. Patterson
David A. Patterson  es profesor de Ciencias de la computación en la Universidad de California, Berkeley desde 1977, habiendo recibido varios grados, entre ellos el PhD de UCLA. Patterson es uno de los pioneros en la tecnología RISC de microprocesadores así como en la tecnología RAID, ambas tecnologías muy ampliamente utilizadas en sistemas de computación. Además es el autor de cinco libros, incluyendo dos de ellos sobre arquitectura de computadores escritos junto al profesor John L. Hennessy que han sido ampliamente utilizados como libros de texto desde 1990. Fue presidente del Departamento de Ciencias de la Computación de la Universidad de California, Berkeley, y de la Asociación de Investigación en Computación. Además, fue elegido presidente de la Association for Computing Machinery entre 2004 y 2006, y también formó parte del Information Technology Advisory Committee (PITAC) del presidente de los Estados Unidos entre 2003 al 2005.
Su trabajo fue reconocido por los premios de investigación y educación de la ACM y de la IEEE, así como por la Academia nacional de ingeniería estadounidense (National Academy of Engineering). En 2005 Pattersón compartió el premio japonés de comunicación y computación junto con Hennesy y fue añadido al cuadro de honor de los ingenieros de Silicon Valley. En 2006 fue elegido para la American Academy of Arts and Sciences y la National Academy of Sciences y también recibió el premio al servicio distinguido de la Asociación de investigación en computación (Computing Research Association). En 2021 ha recibido el Premio Fundación BBVA Fronteras del Conocimiento en Tecnologías de la Información y la Comunicación, que reconoce su contribución al sistematizar el diseño de la arquitectura de los ordenadores en su obra Computer Architecture: A Quantitative Approach, que escribió en colaboración con John Hennessy.